# Creazzo
Creazzo (velenceiül Creaso) település Olaszországban, Veneto régióban, Vicenza megyében. Lakosainak száma 11 160 fő (2023. január 1.). Creazzo Altavilla Vicentina, Monteviale, Sovizzo és Vicenza községekkel határos.

## Népesség
A település népességének változása:
| Lakosok száma | 11 350 | 11 373 | 11 160 |
|               | 2017   | 2018   | 2023   |